# 六島 (岡山県)

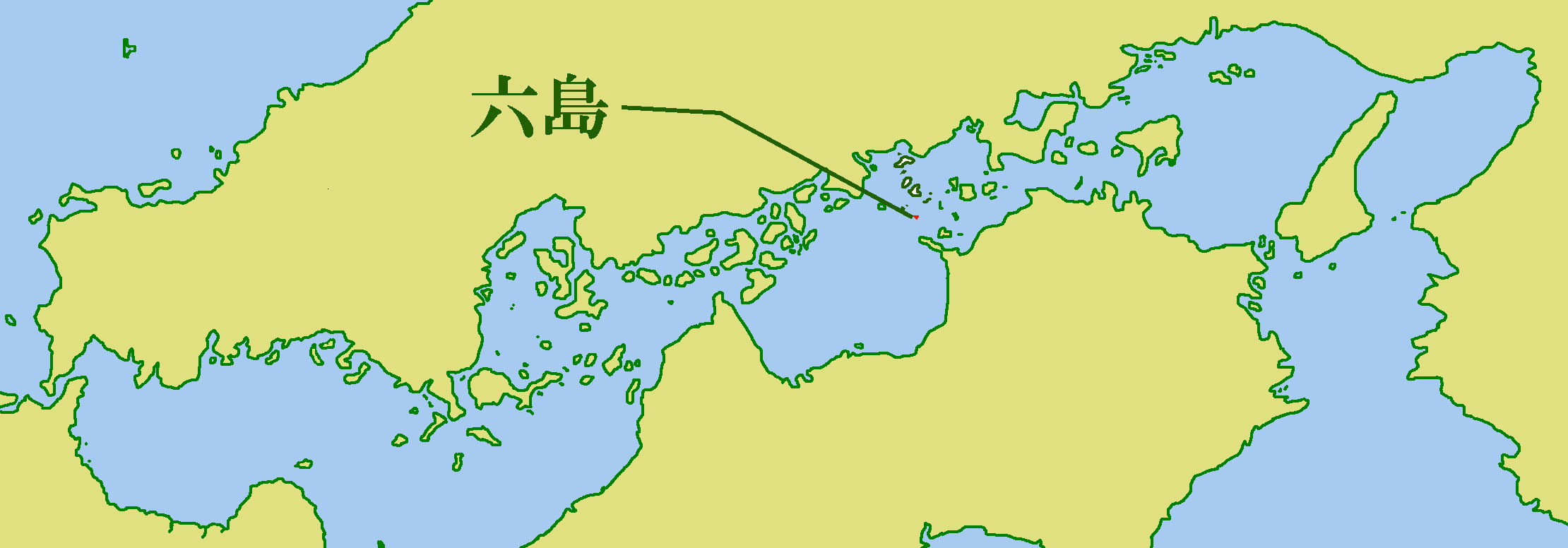
六島の位置

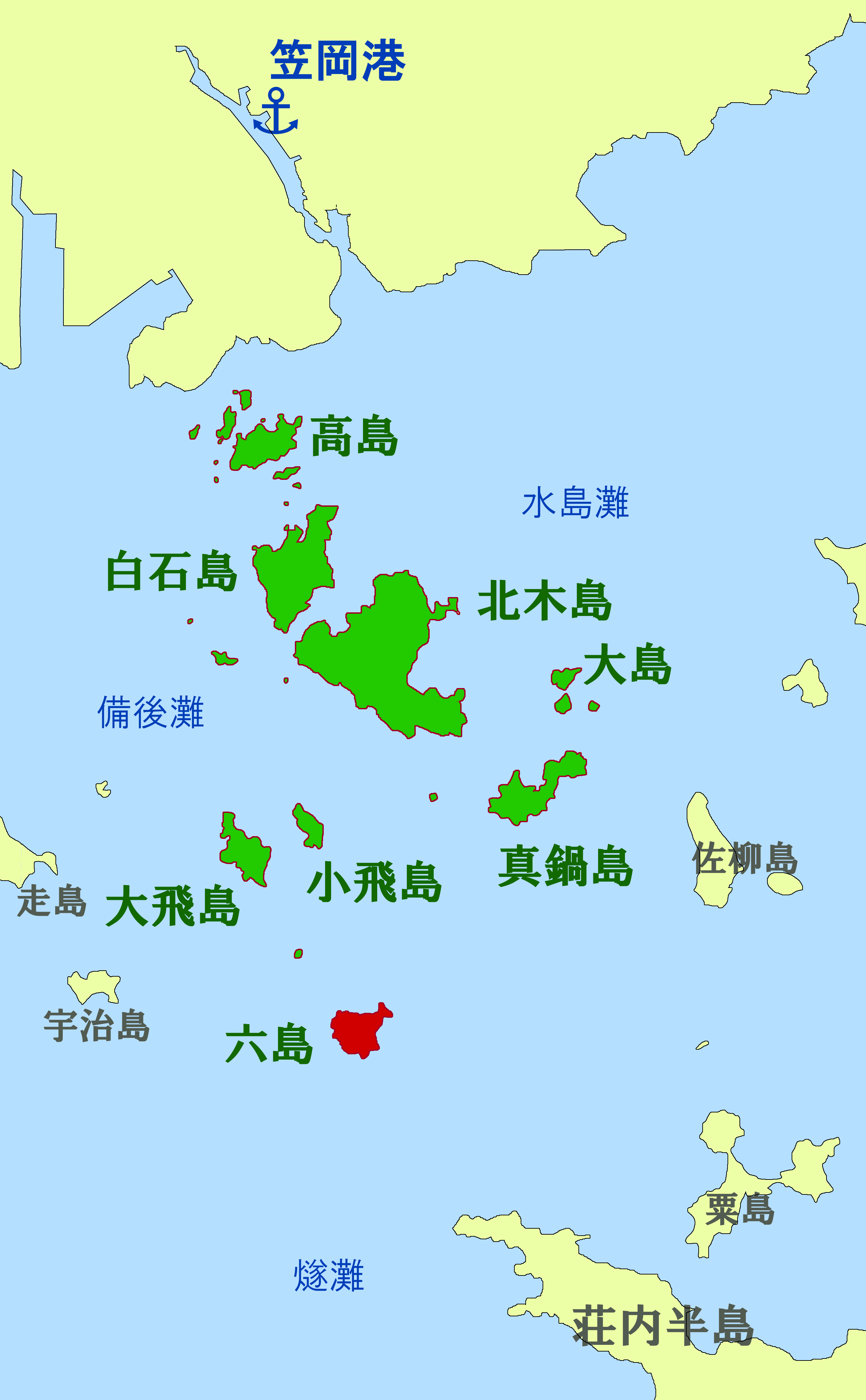
笠岡諸島の全体図

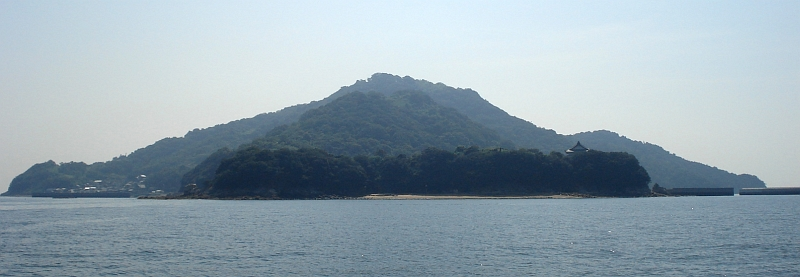
北東側から望む六島の全景。向かって右側が湛江港、左側が前浦港。正面には笠松の砂浜が見えている。正面の森の右上に見えている屋根は天理教の寺院。

六島（むしま）は、日本の瀬戸内海にある笠岡諸島の有人島のひとつ。岡山県の最南端になっている。
横溝正史の『獄門島』（金田一耕助シリーズ）の舞台として知られている。
同島を範囲とする笠岡市の大字については六島 (大字)を参照。

## 概要
瀬戸内海の中央部に位置する笠岡諸島の島の一つで、本州本土の笠岡港からは直線距離で南へ約22km、航路で約33kmの沖合にある。笠岡諸島の最寄りの真鍋島からは南西に約7.5km。四国の荘内半島先端からは約4.5kmの位置にあたる。六島は岡山県の最南端であり、笠岡諸島にとっても最南端に位置している。
六島と荘内半島の間の海域は潮の流れが速い難所として知られ、岡山県内では最初に灯台が設置された。

### 島の大きさについて
離島振興法での指定（平成27年7月現在）をはじめ、多くの資料では六島の面積を1.02km2としている。
国土地理院では毎年「全国都道府県市区町村別面積調」を公表しており、その付録として面積1km2以上の島の一覧と面積を発表しているが、少なくとも2013年以降、六島はここに含まれていない。
島の周囲長についても資料により多少の誤差があり、4.3km、4.58km、4.6kmなどの数値があげられている。

### 人口
1875（明治8）年の記録では島民550人を数えたが、1977（昭和52）年には半数以下の209人（105戸）、2000年にはさらに半分の117人、2015（平成27）年には77人となっている。高齢化率は57%（2010年）で、これは笠岡諸島の中では最も低い。
令和５年３月には人口は４６人と、大幅に減っている。

## 地勢

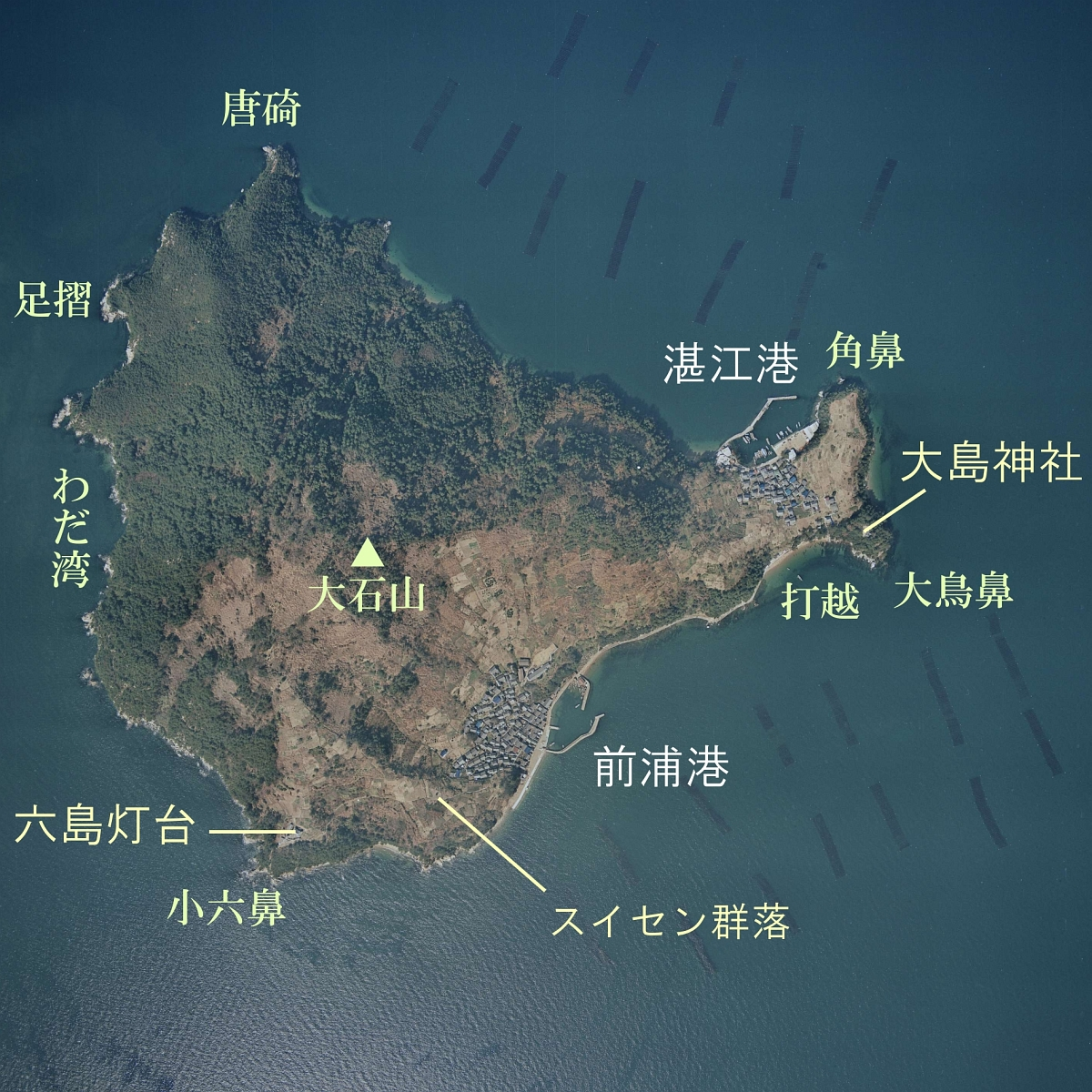
六島の全容

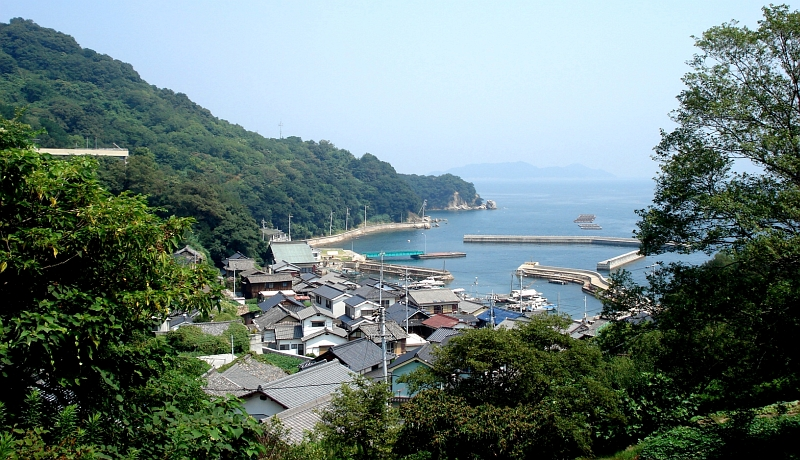
前浦港

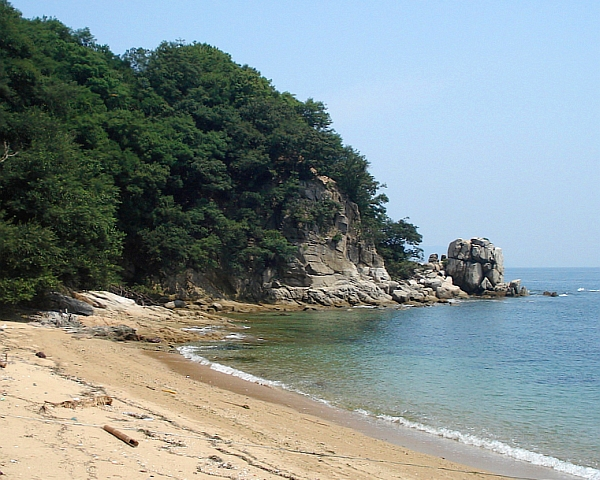
打越の浜と大鳥鼻

島全体は花崗岩でできていて、風化が進んでいる。島の中央には大石山と呼ばれる標高185メートルの山があり、三等三角点「武島」（標高184.95m）が設置されている。島のほぼ全周は大石山の斜面が岩崖としてそのまま海に没しているため、平地は乏しい。大石山は「笠岡十名山」の一つになっており、山頂付近には展望台が設けられている。
大石山の南西側の緩斜面に「前浦」地区がひらけている。前浦地区には小学校、仏教寺院、診療所や島内で唯一の商店がある。前浦地区の海岸には地方港湾の指定を受けている前浦港がある。2000（平成12）年には浮桟橋が新設され、診療船やデイサービス船の寄港が可能になった。
島の東端には標高30メートルほどの丘があり、その北の突端を「角鼻」、南の突端を「大鳥鼻」と呼んでいる。この丘の東側の海岸崖下には「笠松」と呼ばれる小さな砂浜がある。大鳥鼻の西部には「打越」という小さな入り江に面した砂浜があり、大鳥神社への鳥居と参道が通じている。大石山と、この丘の鞍部から北の湾に面して「湛江」（たたえ）地区があり、北岸に第1種漁港の指定を受けている湛江港がある。
島の南西部には岡山県最古の六島灯台がある。前浦地区から六島灯台へ向かう山道の途中には10万本からなるスイセンの自生地があり、「スイセンロード」という遊歩道として整備されている。1月中旬から下旬にかけて満開となるスイセンは六島の早春の風物詩となっており、その時期には笠岡港からの定期航路に臨時便が出たり、観光ツアーが組まれている。

## 公共インフラ
かつて六島では飲料水は共同の井戸水に依存しており、水の乏しい島だった。
1953（昭和28）年に離島振興法が制定されると、1957（昭和32）年に六島と大飛島・小飛島が離島振興法の指定を受けた。これは岡山県内の島では最初のものだった。これにより道路や電気、水道の整備が行われるようになった。上水道は笠岡諸島の神島から整備が始まり、海底敷設管によって各島への飲料水の供給が行われるようになった。六島へは1970年代にこの上水道が開通し、水不足は解消された。しかし近年はこの海底管の老朽化の影響が懸念されている。汚水処理は整備が遅れている。
電気は中国電力より供給。インターネットは無線によって提供されている。

### 教育

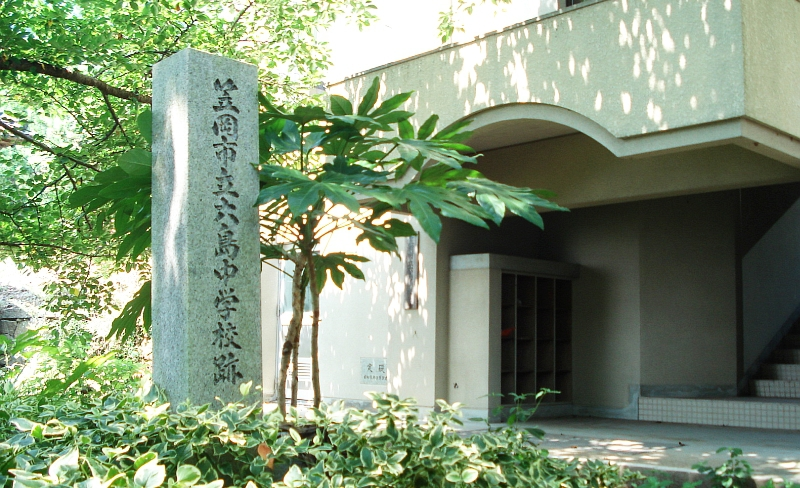
六島中学校跡

- 笠岡市立六島小学校 - 前浦地区にある。1885（明治18）年に真鍋小学校の分教場として開設[1]。1999（平成11）年には作文コンクール最優秀学校賞を受賞した[1]。2003（平成15）年に島で小学生児童のいる唯一の世帯が島外へ転出して児童がゼロになり、休校となった[17][1]。その後2007（平成19）年に新入学児童があり学校が再開[17]、2014（平成26）年5月時点の児童数4[18]。

- 笠岡市立六島中学校 - 生徒減少のため1981（昭和56）年に笠岡東中学校へ統合となった。2003年に中学生がいなくなったため閉所となった[1]。2013（平成25）年3月時点で、六島には中学生が1人おり、本土へのスクールボートが運航されている[5]。

### 医療・福祉
前浦地区に診療所があり、真鍋島から医師が来て2週間に1度診療を行っている。このほか済生丸という診療船が巡回している。
高齢者介護サービス施設が整備されていなかった笠岡諸島では、1993（平成5）年に「夢ウエル丸」というデイサービス船が就航した。これは国の地域福祉対策として1億9260万円あまりを投じて建造されたもので、日本初のものだった。就役当初、六島の港には入港不可能だったが、2000（平成12）年に前浦港に浮桟橋を建設して夢ウエル丸の寄港が可能となり、毎月2回運航されていた。しかし船の老朽化と笠岡市の財政悪化によって、2013（平成25）年度いっぱいで退役となり、2014（平成26）年3月末日に前浦港で引退のセレモニーが行なわれた。
幼稚園・保育所は設置されていない。

### 産業・経済

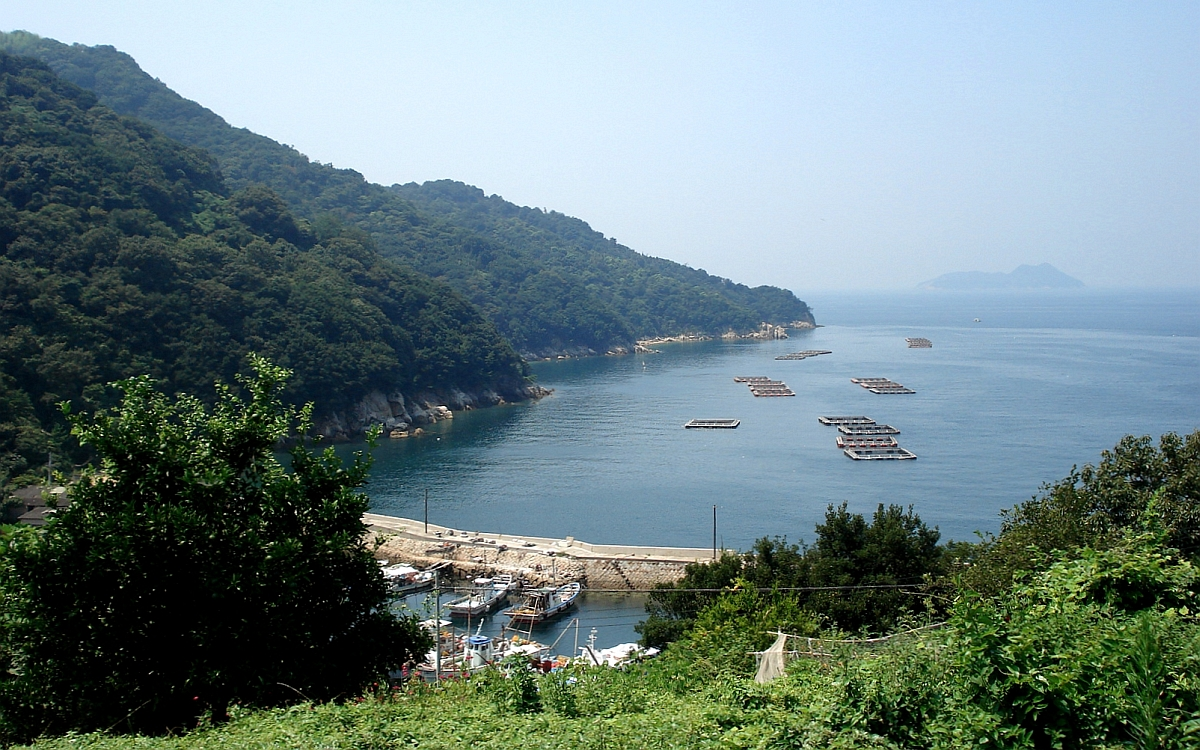
北岸の湛江漁港

島は古くから海辺での手繰網などの小規模な漁と、畜産・畑作によって支えられてきた。
農耕は主に山の斜面を開墾して段々畑が築かれており、「耕して天にのぼる」と称されるほどだった。この段々畑はいまでも六島の特徴的な景観とされている。とはいえ、狭く急峻な島では、強風によって吹き上げられた塩の害によって作物が枯死することも多かった。延享元（1744）年には木綿栽培を試したがやはり立ち枯れたという記録が残っている。まもなく島の人口が増えすぎて、宝暦年間（1751-1764）には新たな開墾を行う余地も尽き、ウシを飼う土地も不足するようになった。この結果として海の仕事に従事して出稼ぎを行う島民が増えた。
江戸時代の六島は真鍋島の属島の扱いだったので、六島の島民はもっぱら真鍋島の網元に従って漁師として雇われていた。江戸後期には、上方の資本家が進出して六島での漁業経営を試み、真鍋島の網元と縄張り争いに発展した。このほか六島で盛んになったのが「活舟」という活魚輸送の職で、淡路島を上回って日本一の活舟の島となった。
太平洋戦争後は船舶の動力化が進んだため、活舟が廃れるとともに、沿岸漁業も低調となった。近年はノリやフグの養殖などにシフトしたが、土地不足のために養殖用の漁具の保管用地や水産物の荷揚げ用地の不足が課題となっており、港周辺の埋め立てが行われている。そのほか定置網漁や底曳網漁を行っている。
現在では島起こしの一環で島の地ビールが製造されている。

## 交通
- 前浦港（地方港）
- 湛江（たたえ）漁港（第1種漁港）

### 六島への定期便
本州本土の笠岡港から三洋汽船による定期航路がある。六島の2つの港（湛江港・前浦港）と飛島・高島・神島・笠岡港を結んでおり、六島へは往復各4便が運航されている。三洋汽船は旧六島航路を引き継いで1往復のみ六島－真鍋島間の便があったが、2018年9月30日をもって六島－真鍋島間を廃止している。

### 六島灯台
海峡を望む南の丘の上に設置されている六島灯台は岡山県で最古の灯台である。六島と荘内半島の間の海峡は古くから瀬戸内海を東西に走る航路の幹線ルートが通っており、大型船舶が頻繁に航行する。しかしこの海峡は非常に潮の流れが速く、海難事故の多い海域だった。そのため1922年（大正11年）に岡山県では初となる灯台が設置され、さらに霧信号所と無線方位信号所も併設された。
この海峡では、1867年（慶応3年）に海援隊のいろは丸と紀州藩の軍艦との衝突沈没事故が起きており、乗り合わせていた坂本龍馬らが巨額の賠償を求めて係争となった。これは日本で最初の海難審判事故とされており、近江屋事件の遠因になったとする者もいる。
周辺海域は第六管区海上保安本部水島海上保安部が受け持っている。
2016年（平成28年）に日本ロマンチスト協会の「恋する灯台」に選ばれ、同年8月3日に笠岡市役所で認定証授与式が行われた。

## 歴史

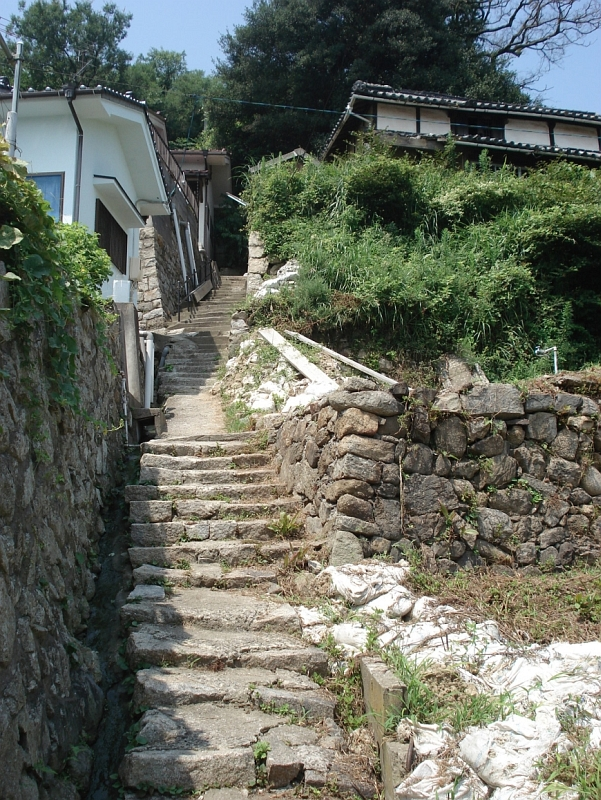
前浦地区の路地

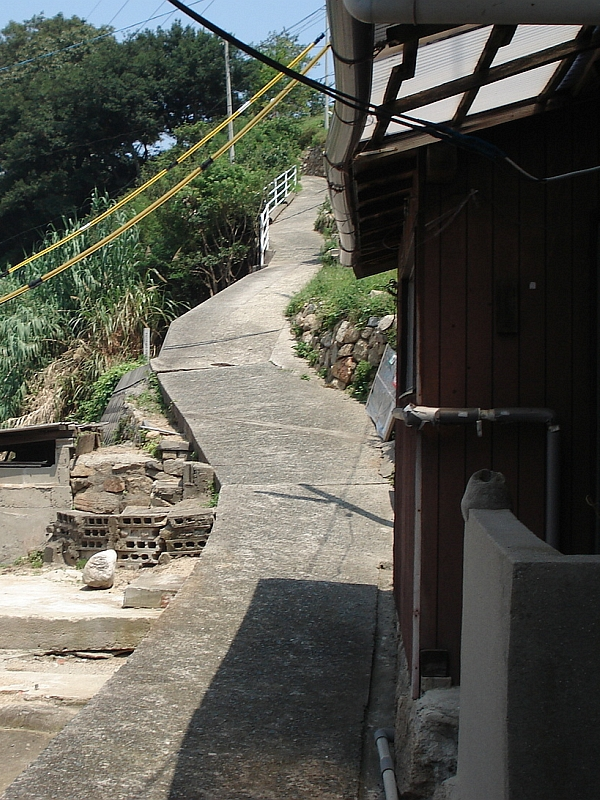
六島・湛江の路地

### 年表
- 1867（慶応03） - いろは丸事件
- 1885（明治18） - 小学校分教場（六島小学校）設置
- 1922（大正11） - 六島灯台設置[6]
- 1957（昭和32） - 離島振興法の指定を受ける（8月14日）[5]
- 1981（昭和56） - 中学校が統合
- 1982（昭和57） - 笠岡市「大字六島」となる（それまでは大字真鍋島）[6]
- 1985（昭和60） - 六島灯台が無人化される
- 2000（平成12） - 前浦港に浮桟橋が新設され、診療船済生丸やデイサービス船「夢ウエル丸」の寄港が可能になる
- 2003（平成15） - 小学校・中学校が休校
- 2007（平成19） - 小学校が再開
- 2014（平成26） - 夢ウエル丸引退式が行われる

## 文化

### 島を舞台にした作品
- 『獄門島』 - 金田一耕助が登場する横溝正史の長編推理小説。事件の舞台として、「笠岡の島々の南端」「笠岡港から南方へ7里（約27km）」「岡山県・広島県・香川県の県境」という描写で登場する[27]。作者の横溝正史が実際に六島を訪れたという記録はなく、伝聞や想像に基づいて書かれたと考えられている[27]。市川崑による1977年の映画化作品では、六島の港で撮影が行われた[28][27]。